# Strabla
Strabla – wieś w Polsce położona w województwie podlaskim, w powiecie bielskim, w gminie Wyszki.
W Strabli znajduje się stacja kolejowa na trasie Białystok–Czeremcha, niegdyś obsługiwała trasę Białystok–Lublin. W Strabli znajduje się nieczynna już fabryka kolejowa.
W osadzie zachował się dworek szlachecki z XVIII wieku i zabytkowy kościół katolicki – Sanktuarium Matki Bożej Strabelskiej z cudownym obrazem. Wieś jest siedzibą  rzymskokatolickiej parafii Wniebowstąpienia Pańskiego.
Wedle legendy nazwa osady pochodzi od królowej Bony, która przejeżdżając przez wieś wykrzyczała słowa: „strada bella” (z wł. piękna droga), co po spolszczeniu dało nazwę Strabla. Inna wersja legendy podaje, że królowa podziwiając okolicę określiła ją jako „strabella”, co po włosku znaczy „przepiękna”.
Według Słownika Geograficznego, Zygmunt I nadał Strablę Maciejowi z Krajny, lekarzowi nadwornemu. Później była własnością rodziny Starzeńskich. Urodził się tutaj Wiktor Wacław Starzeński.
Według Powszechnego Spisu Ludności z 1921 roku wieś (ówcześnie folwark) zamieszkiwało 113 osób, wśród których 71 było wyznania rzymskokatolickiego, 41 prawosławnego a 1 mojżeszowego. Jednocześnie 87 mieszkańców zadeklarowało polską przynależność narodową, a 26 białoruską. Było tu 15 budynków mieszkalnych.
17 marca 2013 r. miejscowa Szkoła Podstawowa otrzymała sztandar i przyjęła imię ostatniego Prezydenta RP na uchodźstwie, śp. Ryszarda Kaczorowskiego.
W czasach PRL Strabla była siedzibą gromady. W latach 1975–1998 miejscowość administracyjnie należała do województwa białostockiego.
W Strabli wychowała się Sylwia Oksiuta-Warmus – polska aktorka teatralna, filmowa i telewizyjna, lalkarz, scenarzysta, reżyser oraz pedagog i arteterapeuta, a także działaczka społeczna.

## Zabytki
- kościół pw. Wniebowstąpienia Pańskiego z 1617 roku fundacji stolnika wiskiego Adama Turowskiego. Generał wojsk koronnych Maciej Maurycy hr Starzeński h. Lis (1717–1787), podstoli podlaski (1746–1752) i starosta brański (1752–1786)odbudował kościół po zniszczeniach z 19 marca 1766 roku, kiedy to odpadł fronton kościoła razem z chórem. Projektantem nowej fasady był przypuszczalnie Jan Henryk Klemm. Konsekracji obecnego kościoła dokonał przed 1777 roku bp. Ludwik Ignacy Riaucour (1700–1777), tytularny biskup Ptolomaidy. W 1915 spalony przez Rosjan. Uszkodzony w 1941 roku, nr rej.:233 z 25.10.1966
- dzwonnica z 1779 roku, nr rej.:309 z 26.11.1966
- kolumna z 1774 roku na placu przed kościołem (zwana słupem granicznym) ufundowana przez starostę brańskiego Macieja Maurycego hr. Starzeńskiego
- drewniana plebania zbudowana ok. 1920 roku
- dwór Starzeńskich z 1617 roku, przebudowywany w latach 1780-1785 w stylu późnobarokowym i w XIX wieku, nr rej.:162(168) z 20.04.1960
- lamus drewniany z 1792 r., nr rej.:22(28) z 23.01.1953
- park z kanałem, nr rej.: z 14.06.1975
- kuźnia, nr rej.:308 z 26.11.1966[11].
- cmentarz rzymskokatolicki z 1 poł. XIX (nieczynny), nr rej.:A-81 z 15.01.1991